# Klaus Baumgart (Autor)
Klaus Baumgart (* 1951 in Salzgitter) ist ein deutscher Autor und Hochschulprofessor.
Baumgart gehört mit über vier Millionen verkauften Büchern zu den international erfolgreichsten Bilderbuchkünstlern und er erhielt zahlreiche Preise und Auszeichnungen. 1999 wurde er als erster deutscher Autor für den englischen Children’s Book Award nominiert. Zwei seiner Buchserien, Lauras Stern und Tobi, wurden inzwischen verfilmt. 1996 erschien das Bilderbuch Lauras Stern, welches in mehrere Sprachen übersetzt wurde.

## Leben
Mit 16 verließ er sein Elternhaus in Seesen, arbeitete als Taxifahrer, Kellner und Lithograf und lebte auch ein Jahr lang in Nepal und Indien. In den 1980er-Jahren studierte er Visuelle Kommunikation an der Hochschule der Künste in Berlin. Anschließend arbeitete er vorübergehend in Werbeagenturen und veröffentlichte seine ersten Bilderbücher. Inzwischen ist Klaus Baumgart als Autor und Grafiker tätig. Er war von 2002 bis zu seiner Pensionierung 2017 Professor für visuelle Gestaltung, 2-D-Design und Illustration im Studiengang Kommunikationsdesign an der Berliner Hochschule für Technik und Wirtschaft Berlin.
Klaus Baumgart lebt heute in Berlin im Stadtteil Kreuzberg.

## Werke
- Lauras Stern
- Tobi, der kleine grüne Drache
- Die kleine Traummischerin
- Laura kommt in die Schule (DE: Platin (Kids-Award))[3]